# بانوان جوان در کنار سن (تابستان)
بانوان جوان در کنار سن (تابستان) (به فرانسوی: Les Demoiselles des bords de la Seine (été)) یک نقاشی رنگ روغن اثر گوستاو کوربه است. او این اثر را بین سال‌های ۱۸۵۶ و ۱۸۵۷ میلادی کشید و به هیئت داوران سالن پاریس ارائه کرد. این اثر مورد پذیرش داوران قرار گرفت و در ۱۵ ژوئن ۱۸۵۷ به‌همراه چند اثر دیگر از کوربه، به‌نمایش در آمد. اتیان بودری، حامی و دوست کوربه، این اثر را خرید. این اثر پس از مرگ بودری به دختر او ژولیت به ارث رسید و سرانجام در سال ۱۹۰۶ به دولت فرانسه واگذار شد و هم‌اکنون در موزه پتی پاله نگهداری می‌شود. یک نسخه کوچکتر این نقاشی در نگارخانه ملی لندن قرار دارد.